# دروغین‌دم‌ها
دروغین‌دم‌ها یا وشم‌های بی‌دم (نام علمی: Nothocercus) نام یک سرده از زیرخانواده وشم‌های جنگلی است.